# Pleospora halophila
Pleospora halophila är en svampart som beskrevs av J. Webster 1984. Pleospora halophila ingår i släktet Pleospora och familjen Pleosporaceae.   Inga underarter finns listade i Catalogue of Life.